# 公瑞縣
公瑞县是越南崑嵩省下辖的一个县。

## 地理
公瑞县东北接公伯陇县，东南接嘉莱省克邦县，南接嘉莱省得都阿县和诸巴县，西接崑嵩市和得河县。

## 历史
2004年1月8日，得容社析置得思陇社。

## 行政区划
公瑞县下辖1市镇6社，县莅新立社。
- 得热外市镇（Thị trấn Đắk Rve）
- 得圭社（Xã Đắk Kôi）
- 得博内社（Xã Đắk Pne）
- 得容社（Xã Đắk Ruồng）
- 得思陇社（Xã Đắk Tơ Lung）
- 得思热社（Xã Đắk Tờ Re）
- 新立社（Xã Tân Lập）